# Liste der Monuments historiques in Tourrettes-sur-Loup
Die Liste der Monuments historiques in Tourrettes-sur-Loup führt die Monuments historiques in der französischen Gemeinde Tourrettes-sur-Loup auf.

## Liste der Bauwerke
| Bezeichnung   | Beschreibung   | Standort                              | Kennzeichnung | Schutzstatus | Datum | Bild |
| ------------- | -------------- | ------------------------------------- | ------------- | ------------ | ----- | ---- |
| Maison Gaudet | Erbaut ab 1969 | Le Rouréou, 671 route du Caire (Lage) | PA06000008    | Inscrit      | 1998  |      |

## Liste der Objekte
| Bezeichnung                                                  | Beschreibung                                                          | Standort | Kennzeichnung | Schutzstatus | Datum | Bild |
| ------------------------------------------------------------ | --------------------------------------------------------------------- | -------- | ------------- | ------------ | ----- | ---- |
| Gemälde Institution du rosaire                               | 17. Jahrhundert; in der Kirche St-Grégoire-le-Grand                   | (Lage)   | PM06001136    | Classé       | 1908  |      |
| Gallo-römische Stele hinter dem Hauptaltar                   | in der Kirche St-Grégoire-le-Grand                                    | (Lage)   | PM06001137    | Classé       | 1910  |      |
| Glocke                                                       | Bronze, Ende des 15. Jahrhunderts; in der Kirche St-Grégoire-le-Grand | (Lage)   | PM06001133    | Classé       | 1908  |      |
| Gemälde Saint Antoine, saint pancrace, saint Claude          | 15. Jahrhundert; in der Kirche St-Grégoire-le-Grand                   | (Lage)   | PM06001134    | Classé       | 1908  |      |
| Acht Bas-reliefs mit Szenen aus dem Leben der Jungfrau Maria | 16. Jahrhundert; in der Kirche St-Grégoire-le-Grand                   | (Lage)   | PM06001135    | Classé       | 1908  |      |